# Championnats de Tunisie d'athlétisme 1974
Navigation
1973 1975
Les championnats de Tunisie d'athlétisme 1974 sont une compétition tunisienne d'athlétisme se disputant en 1974.
Cette édition est marquée par la chute de trois records nationaux chez les femmes, ceux du 3 000 m,  du pentathlon et du saut en hauteur, dont le record national est battu dans la catégorie juniors. Pour la première fois en championnat, la course du 100 m hommes est annulée faute de concurrents. Par ailleurs, le champion du monde scolaire et révélation de la saison, Abderrazak Belhassine, qui a battu plus d'une fois les records du lancer du poids et du lancer du disque, n'a pas pris part aux compétitions.
Avec treize titres, la Zitouna Sports domine les compétitions devant le Stade tunisien (sept titres). Notons aussi la victoire au 5 000 m du plus jeune des frères Gammoudi, Ali. Alors que Beya Bouabdallah, pour ses adieux à l'athlétisme, gagne trois titres.

## Palmarès
| Discipline            | Hommes              | Hommes       | Femmes           | Femmes        |
| --------------------- | ------------------- | ------------ | ---------------- | ------------- |
| 100 m                 | Non disputé         |              | Fatma Ben Hdar   | 12 s 7        |
| 200 m                 | Mokhtar Herzi       | 22 s 5       | Fatma Ben Hdar   | 26 s 2        |
| 400 m                 | Mokhtar Herzi       | 48 s 3       | Nadia Ben Hiba   | 1 min 0 s 6   |
| 800 m                 | Abdelkrim Jelassi   | 1 min 55 s   | Sarra Kaabi      | 2 min 27 s 7  |
| 1 500 m               | Abdelkrim Jelassi   | 3 min 54 s   | Jalila Douira    | 4 min 57 s    |
| 3 000 m               |                     |              | Jalila Douira    | 10 min 40 s 6 |
| 5 000 m               | Ali Gammoudi        | 14 min 28 s  |                  |               |
| 10 000 m              | Non disputé         |              | -                | -             |
| 100 m haies           |                     |              | Saida Sassi      | 18 s          |
| 110 m haies           | Moncef Belkacem     | 15 s 1       | -                | -             |
| 400 m haies           | Moncef Belkacem     | 54 s         | -                | -             |
| 3 000 m steeple       | Abdelaziz Bouguerra | 8 min 59 s 2 | -                | -             |
| Relais 4 × 100 mètres | Stade nabeulien     | 45 s 4       | Zitouna Sports   | 52 s 8        |
| Relais 4 × 400 mètres | Zitouna Sports      | 3 min 30 s 2 | Zitouna Sports   | 4 min 21 s 2  |
| Saut en longueur      | Slim Kilani         | 6,78 m       | Saida Sassi      | 5,04 m        |
| Triple saut           | Ali Ajmi            | 14,07 m      | -                | -             |
| Saut en hauteur       | Helmi Bouslama      | 1,80 m       | Beya Bouabdallah | 1,45 m        |
| Saut à la perche      | Helmi Bouslama      | 3,60 m       |                  |               |
| Lancer du poids       | Mohamed Bahri       | 14,74 m      | Beya Bouabdallah | 10,49 m       |
| Lancer du disque      | Abdeljaoued Bedira  | 46,92 m      | Beya Bouabdallah | 33,12 m       |
| Lancer du marteau     | Youssef Ben Abid    | 49,74 m      | -                | -             |
| Lancer du javelot     | Ali Memmi           | 64,86 m      | Rekaya Bouthelja | 25,08 m       |
| 20 km marche          |                     |              |                  |               |
| Décathlon             |                     |              |                  |               |
| Pentathlon            |                     |              | Zohra Azaïez     | 2 767         |
| Marathon              |                     |              |                  |               |